# Мюрмель, Марит
Марит Мюрмель (норв. Marit Myrmæl; род. 20 января 1954 года, Мельдал) — норвежская лыжница, призёрка Олимпийских игр и этапов Кубка мира.
В Кубке мира Мюрмель дебютировала в 1982 году, в том же году впервые попала в тройку лучших на этапе Кубка мира. Всего имеет на своём счету 2 попадания в тройку лучших на этапах Кубка мира. Лучшим достижением Мюрмель в общем итоговом зачёте Кубка мира является 4-е место в сезоне 1981/82.
На Олимпиаде-1976 в Инсбруке заняла 18-е место в гонке на 5 км, 24-е место в гонке на 10 км и 5-е место в эстафете.
На Олимпиаде-1980 в Лейк-Плэсиде завоевала бронзу в эстафетной гонке, а также стала 18-й в гонке на 5 км и 20-е место в гонке на 10 км.
На Олимпиаде-1984 в Сараево стала 7-й в гонке на 10 км классикой и 14-й в гонке на 20 км классикой.
Лучший результатом спортсменки на чемпионатах мира, является 6-е место в гонке на 20 км классикой на чемпионате мира-1982.
Кроме лыжных гонок занималась лёгкой атлетикой, неоднократно завоёвывала медали на чемпионатах Норвегии по кроссу.